# Arsenal de Marinha do Rio de Janeiro
L'arsenal de la Marine de Rio de Janeiro (AMRJ, en portugais brésilien Arsenal de Marinha do Rio de Janeiro) est une organisation militaire de la marine brésilienne. C’est le principal centre de maintenance de la marine brésilienne et un centre de conception et de construction de ressources navales, non seulement pour la marine brésilienne, mais aussi pour les navires de nations amies. Il est situé sur l’île des Cobras, à l’intérieur de la baie de Guanabara, dans la ville de Rio de Janeiro.

## Histoire

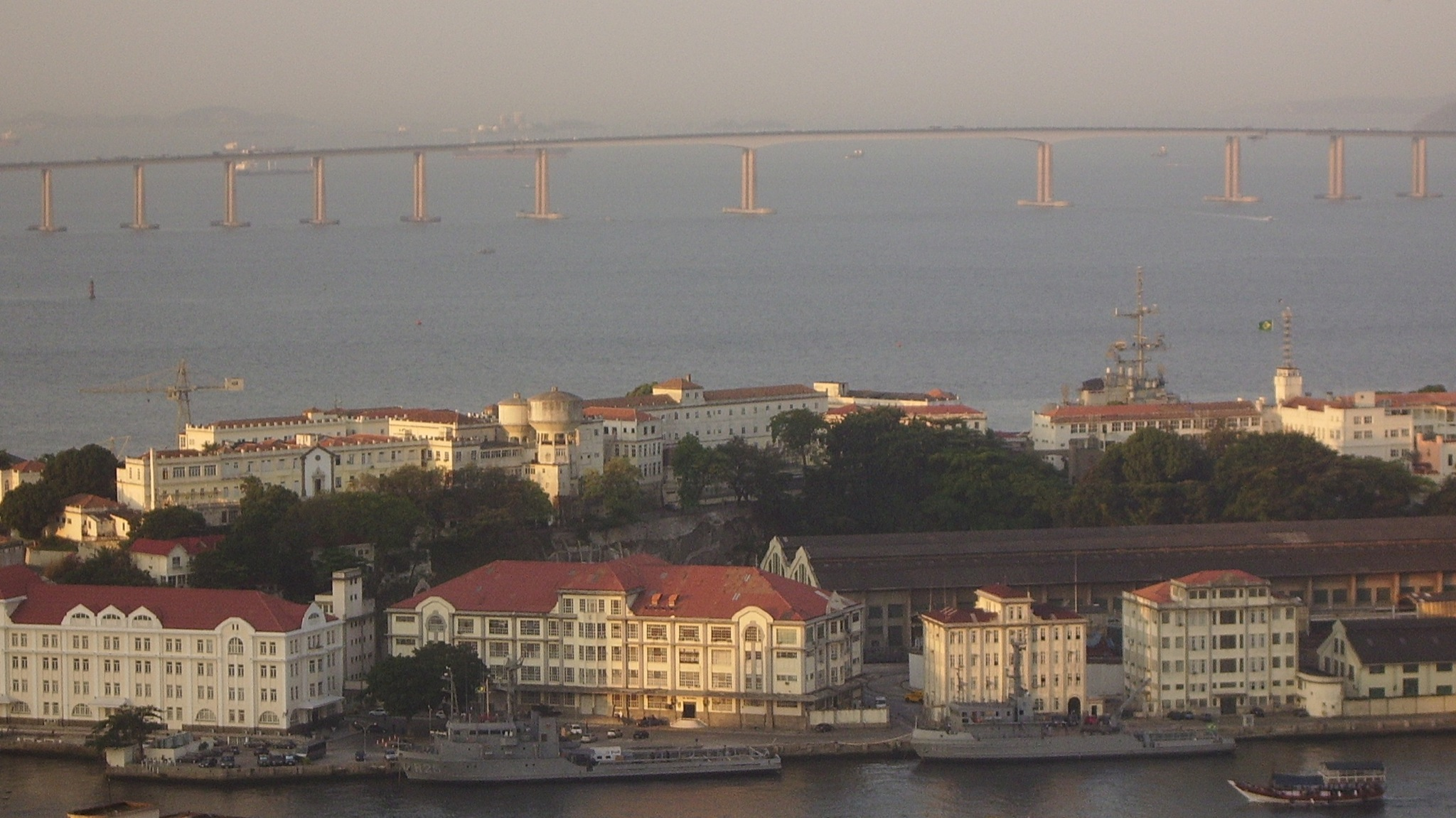
L’île des Cobras

Son histoire remonte à l’installation de l’arsenal à Rio de Janeiro, en 1763, et avec l’arrivée de la famille royale portugaise au Brésil en 1808, l’arsenal est devenu « arsenal de la marine royale » ou simplement « arsenal de la Cour ».
Après l’indépendance du Brésil, les activités de l’arsenal sont devenues une priorité dans le maintien de la marine impériale et l’organisation a été rebaptisée « arsenal de la marine impériale », mieux connue sous le nom d’« arsenal de marine de la Cour ».
En 1938 il y avait deux arsenaux : l’arsenal de la marine de l’Île des Cobras (AMIC) et l’arsenal de la Marine de Rio de Janeiro (AMRJ). À partir de 1948, seul l’arsenal situé sur l’île des Cobras survécut, reprenant la désignation d’arsenal de la Marine de Rio de Janeiro.

## Constructions navales
Parmi les constructions des dernières décennies, on peut souligner, entre autres :
- les frégates União et Independência,
- les corvettes Barroso, Jaceguai et Frontin,
- les sous-marins Tikuna, Tapajó, Timbira et Tamoio,  ceux de la Classe Riachuelo.
- et divers types de patrouilleurs.